# Österbybruk
Österbybruk ist eine Ortschaft (tätort) in der schwedischen Gemeinde Östhammar in der Provinz Uppsala län. Der Ort hat 2331 Einwohner (Stand: Ende 2015).

## Geschichte
Der Herrenhof Österbybruk gehörte im 15. Jahrhundert der Dynastie Wasa und war eine Nebenresidenz zum Schloss Örbyhus. Unter Gustav I. Wasa wurden hier mit deutscher Hilfe Eisenwerke zur Versorgung der Armee aufgebaut. Der niederländische Kaufmann Louis De Geer, der schon an anderen schwedischen Orten in die Eisenherstellung investiert hatte, kaufte im 17. Jahrhundert die Anlagen in Österbybruk zusammen mit den Werken Lövstabruk und Gimo und baute sie weiter aus. Die in dieser Zeit errichtete Schmiede ist noch fast vollständig im Originalzustand erhalten. 1927 wurden die Anlagen vom Stahlkonzern Fagersta Bruks AB (Hauptsitz: Fagersta) übernommen. 1983 erfolgte die umfassende Stilllegung der Eisenherstellung in Österbybruk. Es existiert nur noch eine Eisengießerei (Österby Gjuteri AB), die den traditionellen Stempel zur Kennzeichnung der Eisenerzeugnisse aus Österbybruk benutzt.

## Kultur
Jedes Jahr im Juni treffen sich im Bereich des Herrenhofes die Musikgruppen des Landes, die sich auf die Nyckelharpa (ein für Schweden typisches Streichinstrument) spezialisiert haben. Im August folgt jährlich das Feuerfest (Eldfesten) im Bereich des Freibades mit Musik im Fackelschein, Feuerwerk, Lichtshows und weiteren Attraktionen.

## Verkehr
Zwei größere Landstraßen (290 und 292) verbinden Österbybruk mit den Hauptorten der Umgebung. Eine schmalspurige Eisenbahnlinie vom Bergwerk Dannemora zum Hafen Hargshamn an der Ostsee führt durch die Ortschaft. Der Personentransport, und damit der Halt im Bahnhof Österbybruk, wurde um 1960 eingestellt. In den 1970er Jahren erfolgte der Umbau der Strecke zur Normalspur, die dann in geringem Umfang genutzt wurde. 2008 wurde die Strecke modernisiert. Seit 2012 wird in Dannemora wieder Erz abgebaut, das über Hargshamm verschifft wird.

## Bilder

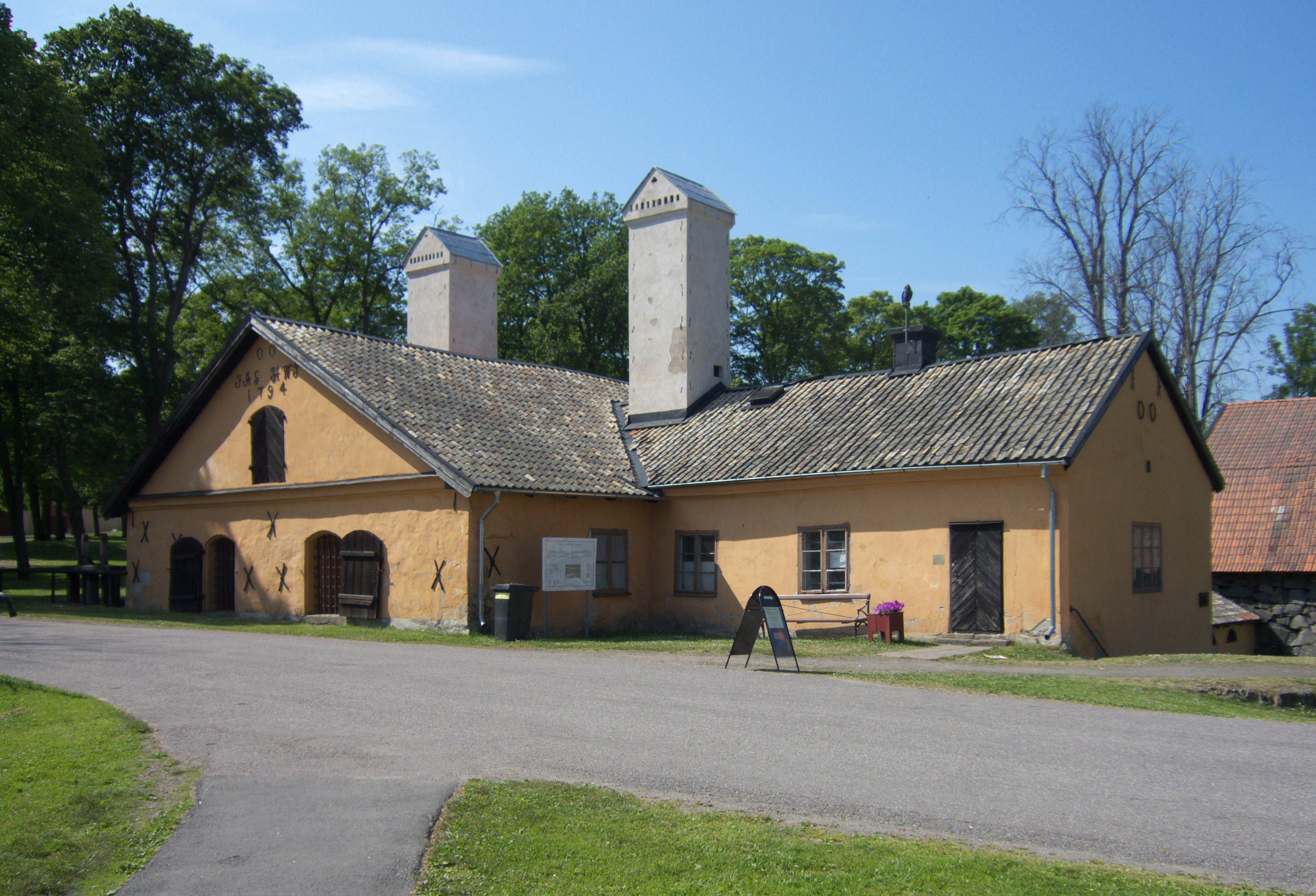
Alte Schmiede
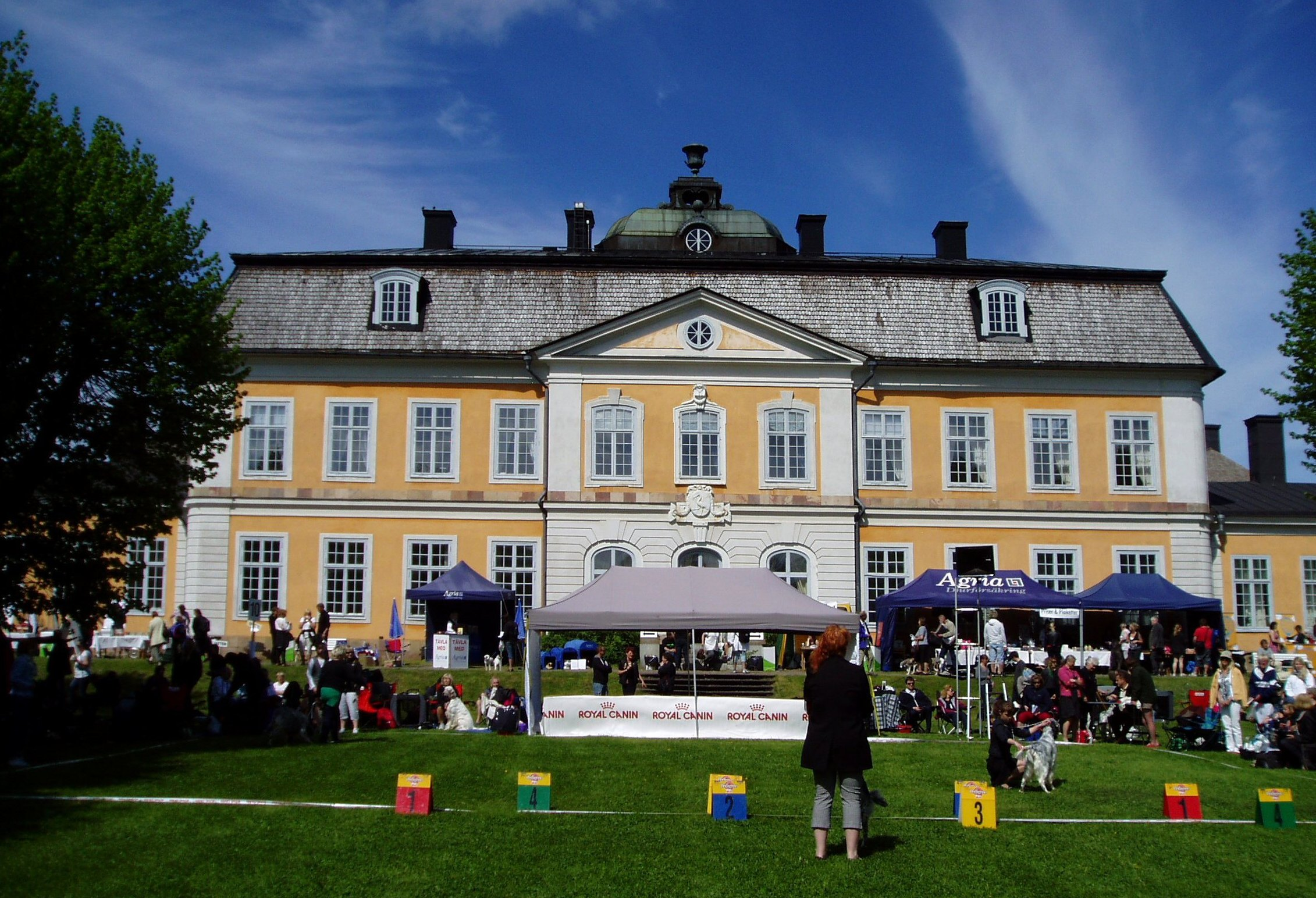
Herrenhof
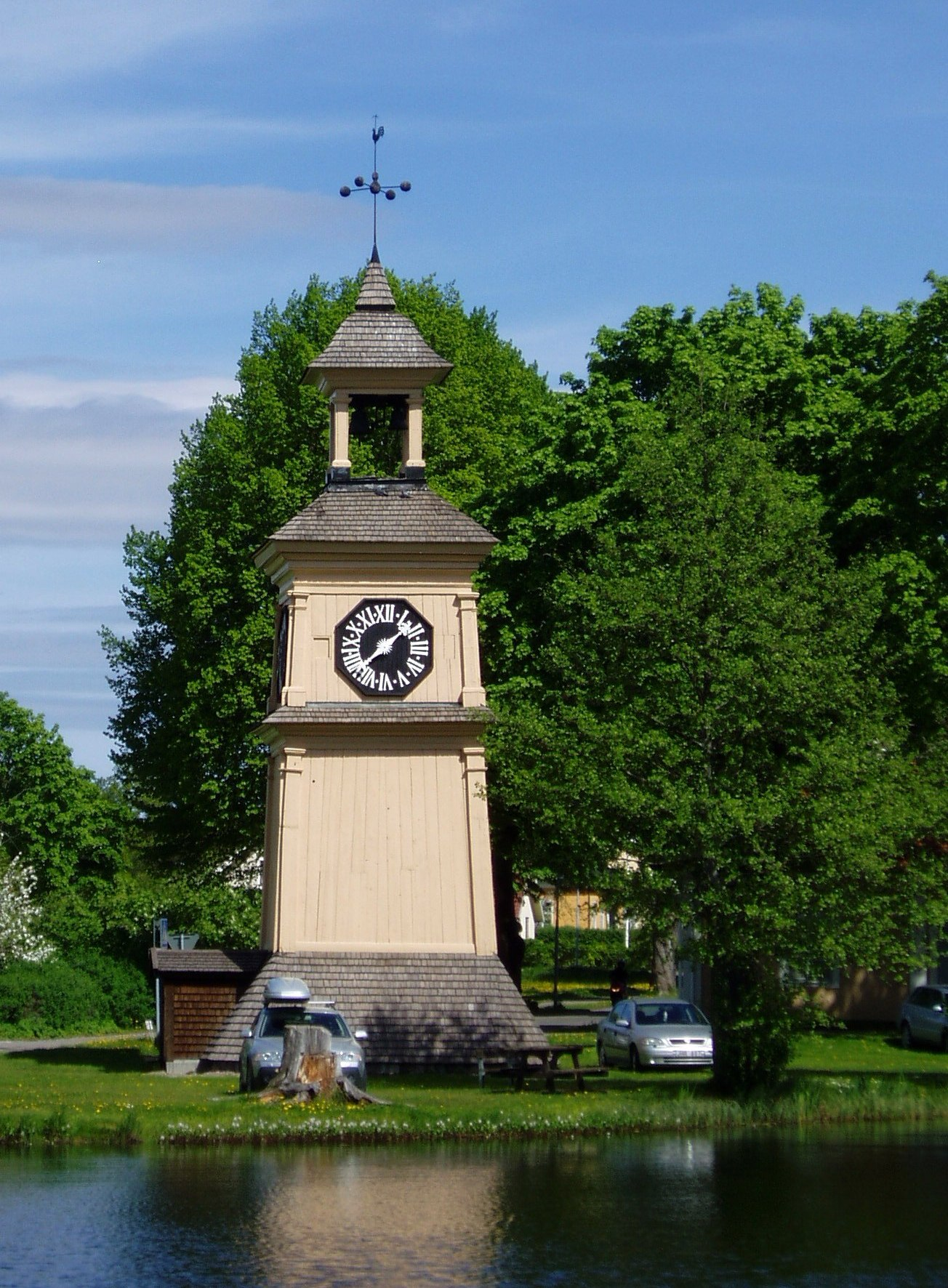
Glockenturm
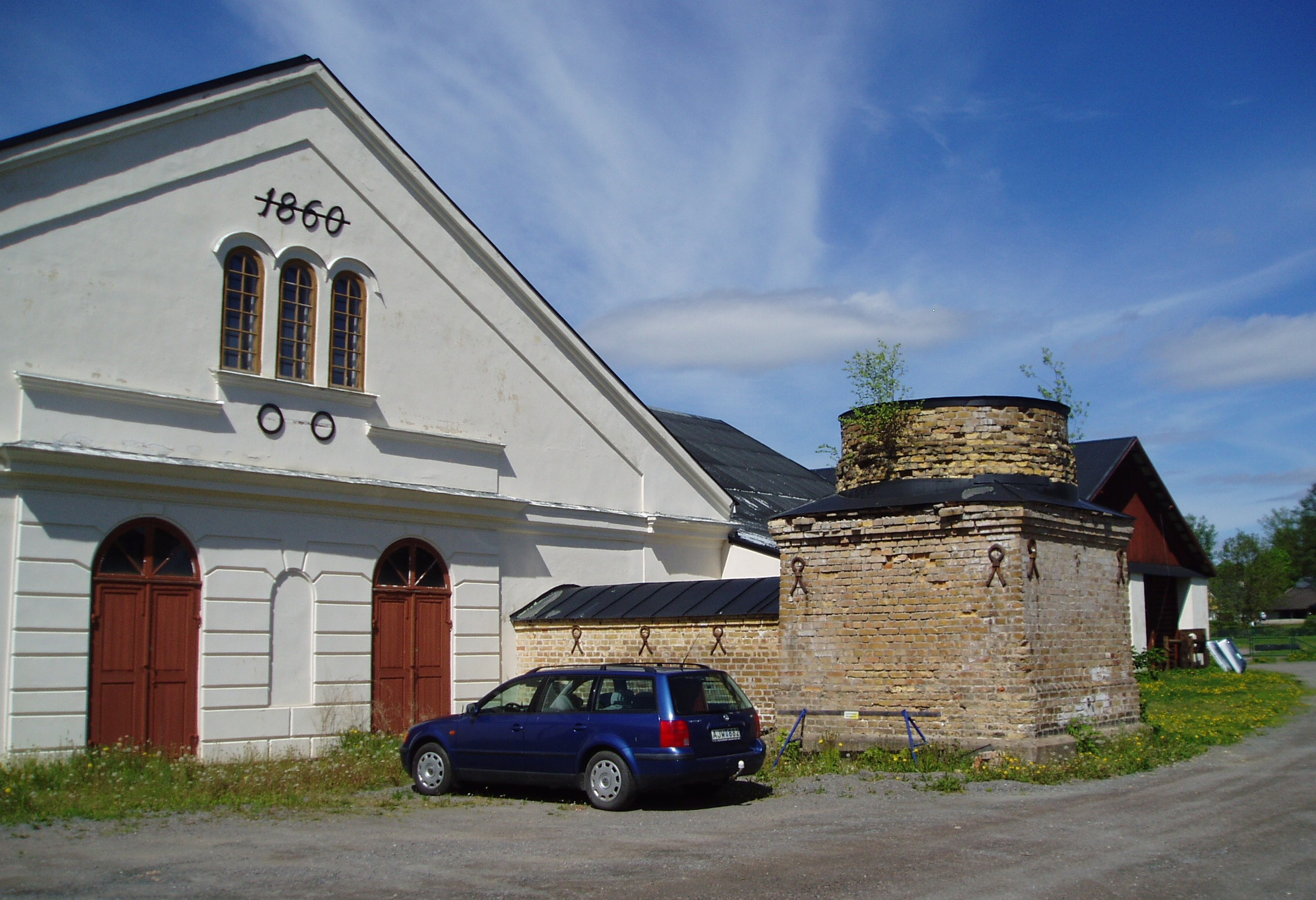
Reste eines Schornsteins
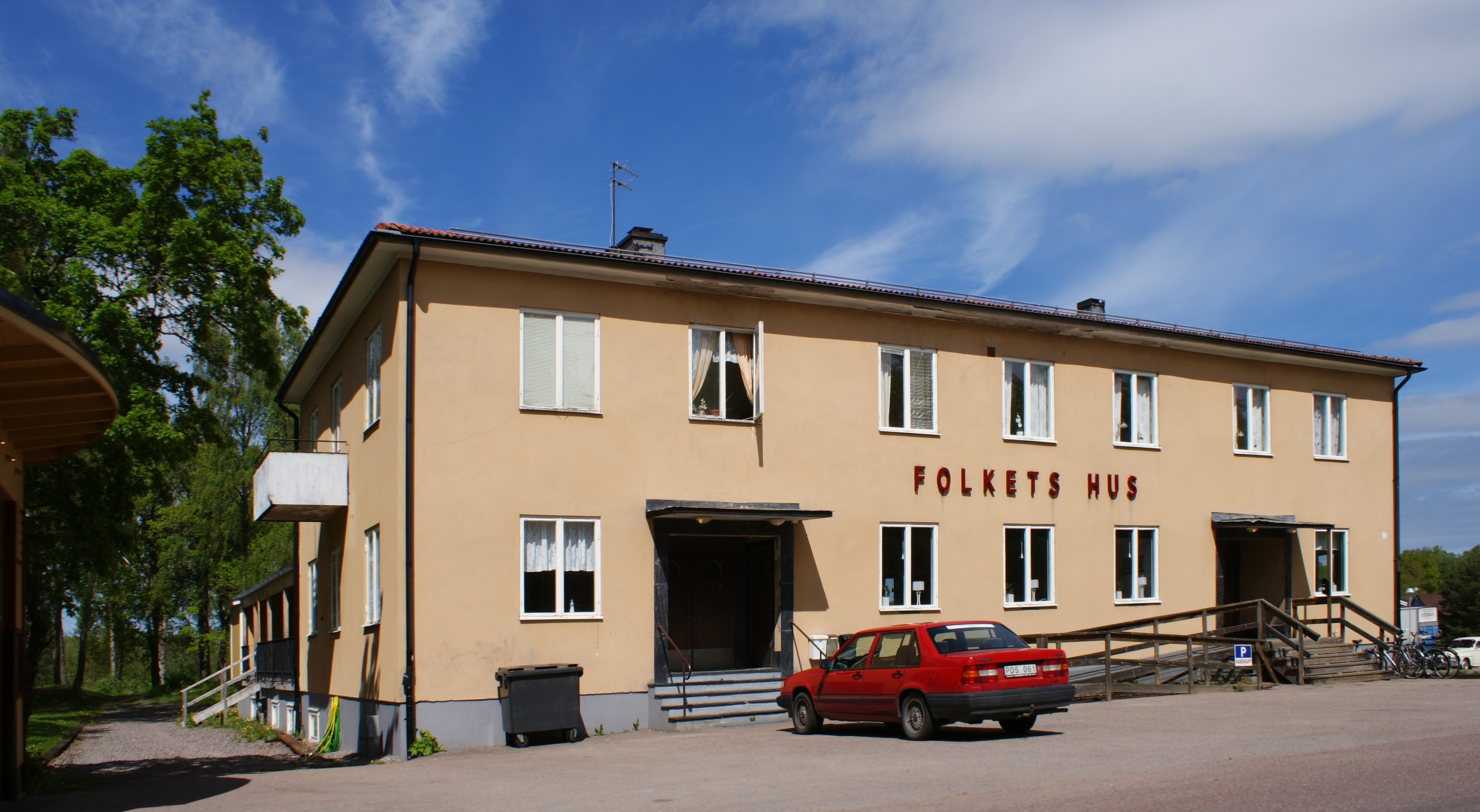
Kulturhaus (Folkets hus)
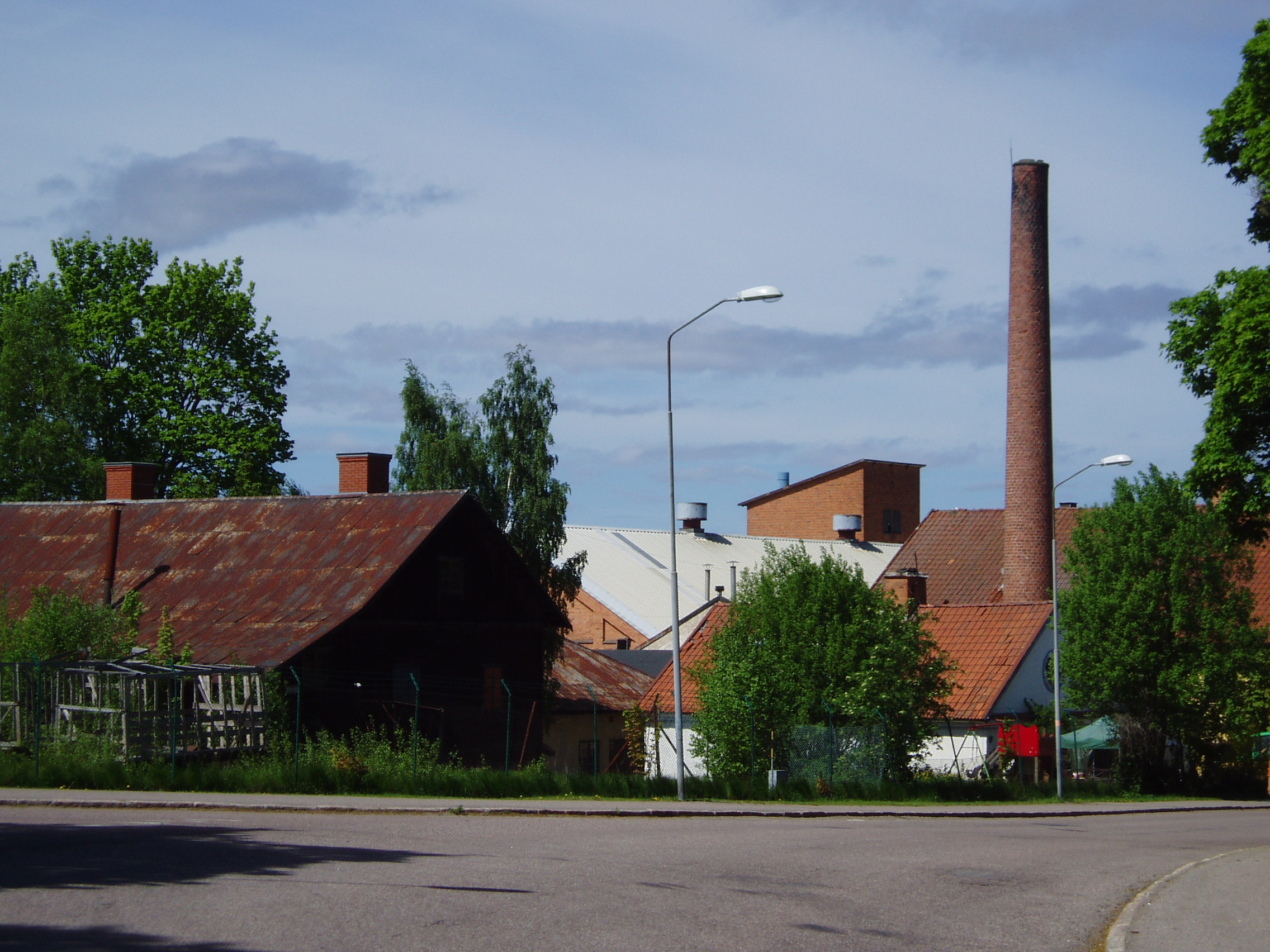
Industrieanlagen